# Fischer-Spaski
El encuentro de 1992 entre los excampeones mundiales de ajedrez Bobby Fischer y Borís Spaski fue anunciado como un Campeonato Mundial, aunque no tuvo ningún carácter oficial. Fue una revancha del Campeonato Mundial de Ajedrez 1972 en el que Fischer consiguió el título. Fischer ganó 10-5, con 15 tablas.
El encuentro se disputó a finales de 1992 en la República Federal de Yugoslavia, que estaba bajo sanciones deportivas de la ONU por la disolución de Yugoslavia. Esto llevó a una orden de arresto de los Estados Unidos contra Fischer, que nunca regresó a su país de origen.
Aunque hubo una cobertura mediática sustancial, el interés público en la histórica revancha entre Fischer y Spaski no fue, ni de cerca, tan grande como lo había sido en el Campeonato Mundial de 1972.

## Antecedentes
Después de derrotar a Spaski para ganar el título de campeón mundial en el Campeonato Mundial de Ajedrez 1972, Fischer fue programado para defender su título en 1975 contra el ganador del Torneo de Candidatos de la FIDE 1974, Anatoli Kárpov. Fischer, sin embargo, no estaba contento con el formato del Campeonato Mundial. En ese momento, el formato era un encuentro a 24 partidas, resultando ganador el primer jugador en llegar a los 12½ puntos; si las partidas quedaban empatadas 12-12, entonces el encuentro terminaría, el premio se dividiría, y el campeón retendría su título. A Fischer no le gustaba este formato porque el jugador que lideraba la partida podría jugar buscando las tablas en lugar de jugar para ganar, y con cada partida empatada estaría más cerca del título. En su encuentro por el título contra Spaski en 1972, desde la partida 14 a la 20 acabaron todas en tablas. Este estilo de ajedrez no le gustaba a Fischer. En lugar de eso, Fischer exigió que el formato se cambiara al que fue utilizado en el primer Campeonato Mundial, entre Wilhelm Steinitz y Johannes Zukertort, donde el ganador fue el primer jugador en obtener 10 victorias sin contar las tablas. En caso de una puntuación de 9-9, el campeón hubiese retenido el título, y el premio se hubiese dividido en partes iguales. Se celebró un congreso de la FIDE en 1974 durante la Olimpiada de Niza. Los delegados votaron a favor de la propuesta de las 10 victorias de Fischer, pero rechazaron la cláusula del empate a 9, así como la posibilidad de un encuentro de partidas ilimitadas. En respuesta, Fischer se negó a defender su título, y Kárpov fue declarado Campeón del Mundo por incomparecencia.
Diecisiete años después, Fischer entabló negociaciones con patrocinadores dispuestos a financiar un encuentro bajo su formato propuesto, y llegó a un acuerdo con el millonario yugoslavo Jezdimir Vasiljević. Fischer insistió en que puesto que no había sido derrotado en un encuentro, todavía era el verdadero campeón mundial. También afirmó que todas las partidas de los encuentros del Campeonato Mundial de la FIDE, en los que participaron Kárpov y sus competidores Korchnói y Kaspárov, tenían resultados preacordados. Luego jugó una revancha del Campeonato Mundial de Ajedrez de 1972 contra Spaski. El premio por el encuentro fue de 5 millones de dólares estadounidenses, de los cuales, 3,35 millones fueron para el ganador.

## Resultado
El encuentro comenzó en Sveti Stefan, cerca de Budva, una isla frente a la costa de Montenegro. Las reglas del encuentro requerían que un jugador ganase 10 partidas (sin contar empates), sin posibilidad de aplazar las partidas. Después de que un jugador ganase 5 partidas, el encuentro tendría un descanso de 10 días y continuaría en Belgrado, la capital de Serbia.
|               | Elo      | 1 | 2 | 3 | 4 | 5 | 6 | 7 | 8 | 9 | 10 | 11 | 12 | 13 | 14 | 15 | 16 | 17 | 18 | 19 | 20 | 21 | 22 | 23 | 24 | 25 | 26 | 27 | 28 | 29 | 30 | Victorias |
| ------------- | -------- | - | - | - | - | - | - | - | - | - | -- | -- | -- | -- | -- | -- | -- | -- | -- | -- | -- | -- | -- | -- | -- | -- | -- | -- | -- | -- | -- | --------- |
| Bobby Fischer | inactivo | 1 | ½ | ½ | 0 | 0 | ½ | 1 | 1 | 1 | ½  | 1  | 0  | ½  | ½  | ½  | 1  | 1  | ½  | ½  | 0  | 1  | ½  | ½  | ½  | 1  | 0  | ½  | ½  | ½  | 1  | 10        |
| Borís Spaski  | 2545     | 0 | ½ | ½ | 1 | 1 | ½ | 0 | 0 | 0 | ½  | 0  | 1  | ½  | ½  | ½  | 0  | 0  | ½  | ½  | 1  | 0  | ½  | ½  | ½  | 0  | 1  | ½  | ½  | ½  | 0  | 5         |

Spaski tenía una puntuación Elo de 2545 en ese momento (empatado entre el puesto 96 y el 102 de la lista FIDE),  muy por debajo del campeón mundial y número uno Garri Kaspárov que tenía una puntuación de 2790. Fischer no tenía puntuación porque se encontraba inactivo en ese momento. Fischer consiguió una puntuación de 17½ de 30 en el encuentro (contando las tablas) contra Spaski, lo que daría una hipotética puntuación inicial de 2643, esto le hubiese puesto el número 12 del mundo en la lista de julio de 1992.
Yasser Seirawan creía que el encuentro demostraba que el juego de Fischer estaba «en algún lado entre los 10 mejores del mundo». Kaspárov no se tomaba demasiado en serio a Fischer, afirmando que «El juego de Bobby está bien, nada más. Quizá está en 2600 o 2650. No estaríamos cerca». Jeremy Silman escribió que el nivel de Fischer era inconsistente: las partidas 1 y 11 fueron muy respetables, pero el nivel de juego general estaba por debajo de las partidas del campeón del mundo Kaspárov.

## Consecuencias
Después de la victoria, Fischer se autoproclamó como el «campeón del mundo invicto». Su condición de campeón mundial en 1992 no es reconocida.
Las dos ciudades en las que se disputaron las partidas se encontraban en el mismo país, la República Federal de Yugoslavia, que estaba sujeta a las sanciones deportivas de la ONU debido a la disolución de Yugoslavia. La participación de Fischer llevó a un conflicto con el gobierno estadounidense, que advirtió a Fischer de que su participación en el encuentro violaría una orden ejecutiva que imponía sanciones de Estados Unidos a Yugoslavia. El gobierno de Estados Unidos finalmente emitió una orden de detención. Después de eso, Fischer vivió su vida como un exiliado.
Fischer nunca volvió a jugar competitivamente después de ese encuentro, y murió en 2008.
En cuanto a Spaski, este encuentro resultó ser su último gran desafío. Continuó jugando eventos ocasionales, pero nunca volvió a participar en un ciclo del campeonato mundial.

## Partidas

### En Sveti Stefan

#### Partida 1: Fischer-Spaski, 1-0
Se disputó el 2 de septiembre de 1992. 19. b4! fue una novedad teórica de Fischer, la cual evita ...Cc5. Después de 22. Ta3 Fischer consiguió aventajarse.
Apertura española, defensa Breyer (ECO C95)
1. e4 e5 2. Cf3 Cc6 3. Ab5 a6 4. Aa4 Cf6 5. O-O Ae7 6. Te1 b5 7. Ab3 O-O 8. c3 d6 9. h3 Cb8 10. d4 Cbd7 11. Cbd2 Ab7 12. Ac2 Te8 13. Cf1 Af8 14. Cg3 g6 15. Ag5 h6 16. Ad2 Ag7 17. a4 c5 18. d5 c4 19. b4  (primer diagrama) Ch7 20. Ae3 h5 21. Dd2 Tf8 22. Ta3 Cdf6 23. Tea1 Dd7 24. T1a2 Tfc8 25. Dc1 Af8 26. Da1 De8 27. Cf1 Ae7 28. C1d2 Rg7 (segundo diagrama) 29. Cb1 Cxe4 30. Axe4 f5 31. Ac2 Axd5 32. axb5 axb5 33. Ta7 Rf6 34. Cbd2 Txa7 35. Txa7 Ta8 36. g4 hxg4 37. hxg4 Txa7 38. Dxa7 f4 39. Axf4 exf4 40. Ch4 Af7 41. Dd4+ Re6 42. Cf5 Af8 43. Dxf4 Rd7 44. Cd4 De1+ 45. Rg2 Ad5+ 46. Ae4 Axe4+ 47. Cxe4 Ae7 48. Cxb5 Cf8 49. Cbxd6 Ce6 50. De5 1-0

#### Partida 2: Spaski-Fischer, ½-½
|       |       |       |       |       |       |       |       |       |  |
|       | a8    | b8    | c8    | d8 rd | e8    | f8    | g8    | h8 rd |  |
| a7 pd | b7    | c7 nd | d7    | e7 kd | f7    | g7 bd | h7    |       |  |
| a6    | b6 pd | c6    | d6    | e6 pd | f6 nd | g6    | h6 pd |       |  |
| a5    | b5    | c5 pd | d5    | e5 pd | f5 pl | g5    | h5    |       |  |
| a4    | b4    | c4 pl | d4    | e4 nl | f4    | g4    | h4    |       |  |
| a3    | b3    | c3    | d3    | e3 bl | f3    | g3    | h3 bl |       |  |
| a2 pl | b2 pl | c2    | d2    | e2    | f2    | g2    | h2 pl |       |  |
| a1    | b1    | c1 kl | d1 rl | e1    | f1 rl | g1    | h1    |       |  |
|       |       |       |       |       |       |       |       |       |  |

Se disputó el 3 de septiembre de 1992. Si se hacía 15. f5? se podría haber respondido con 15... g5! Después de 17...f6! la partida estuvo pareja.
Defensa india de rey, variante Sämisch (ECO E80)
1. d4 Cf6 2. c4 g6 3. Cc3 Ag7 4. e4 d6 5. f3 c5 6. dxc5 dxc5 7. Dxd8+ Rxd8 8. Ae3 Cfd7 9. Cge2 b6 10. O-O-O Ca6 11. g3 Cc7 12. f4 e6 13. Ah3 Re7 14. Thf1 h6 15. e5 Ab7 16. g4 Tad8 17. Cg3 f6 18. Cce4 fxe5 19. f5 Axe4 20. Cxe4 gxf5 21. gxf5 Cf6 (diagrama) 22. Tg1 Txd1+ 23. Rxd1 Af8 24. Cxf6 Rxf6 25. Tf1 exf5 26. Txf5+ Rg7 27. Txe5 Ad6 28. Te4 Axh2 29. Re2 h5 30. Te7+ Rf6 31. Td7 Ae5 32. b3 h4 33. Rf3 Tg8 34. Ag4 h3 35. Th7 h2 36. Af4 Tf8 37. Axe5+ Rg6+ 38. Re4 Rxh7 39. Axh2 Te8+ 40. Rf5 Ce6 41. Rf6 Cd4 42. Ad6 Te4 43. Ad7 Te2 44. a4 Tb2 45. Ab8 a5 46. Aa7 Txb3 47. Re5 Cf3+ 48. Rd6 Cd2 49. Ae6 Tb4 50. Rc6 Cb3 51. Ad5 Txa4 52. Axb6 Ta1 53. Axc5 a4 54. Ab4 a3 55. c5 Cd4+ 56. Rd7 Td1 57. Axa3 Cc2 58. c6 Txd5+ 59. Ad6 ½-½

#### Partida 3: Fischer-Spaski, ½-½
|       |       |       |       |    |       |       |    |    |  |
|       | a8    | b8    | c8 bd | d8 | e8    | f8    | g8 | h8 |  |
| a7    | b7    | c7 rd | d7    | e7 | f7 kd | g7 bd | h7 |    |  |
| a6 pd | b6    | c6    | d6    | e6 | f6    | g6    | h6 |    |  |
| a5    | b5 pd | c5    | d5    | e5 | f5 pd | g5 pd | h5 |    |  |
| a4    | b4 nl | c4    | d4    | e4 | f4    | g4    | h4 |    |  |
| a3    | b3 pl | c3    | d3 nl | e3 | f3    | g3    | h3 |    |  |
| a2 pl | b2    | c2    | d2 rl | e2 | f2 pl | g2 pl | h2 |    |  |
| a1    | b1    | c1    | d1    | e1 | f1    | g1 kl | h1 |    |  |
|       |       |       |       |    |       |       |    |    |  |

Se disputó el 5 de septiembre de 1992. Después de 23...Rc8 Spaski estaba ligeramente mejor.
Apertura española, defensa Breyer (ECO C95)
1. e4 e5 2. Cf3 Cc6 3. Ab5 a6 4. Aa4 Cf6 5. 0-0 Ae7 6. Te1 b5 7. Ab3 0-0 8. c3 d6 9. h3 Cb8 10. d4 Cbd7 11. Cbd2 Ab7 12. Ac2 Te8 13. Cf1 Af8 14. Cg3 g6 15. Ag5 h6 16. Ad2 exd4 17. cxd4 c5 18. Af4 cxd4 19. Cxd4 Ce5 20. b3 d5 21. Dd2 dxe4 22. Cxe4 Cd5 23. Ag3 Tc8 24. Te2 f5 25. Axe5 Txe5 26. Cg3 Txe2 27. Cgxe2 Cb4 28. Td1 Cxc2 29. Cxc2 Dxd2 30. Txd2 Tc7 31. Ce3 Rf7 32. h4 Ac8 33. Cf4 g5 34. hxg5 hxg5 35. Cd3 Ag7 36. Cd5 Tc6 37. C5b4 Tc7 38. Cd5 Tc6 39. C5b4 Tc7 ½-½

#### Partida 4: Spaski-Fischer, 1-0
|       |       |       |       |       |       |       |       |    |  |
|       | a8 bd | b8 rd | c8    | d8    | e8    | f8    | g8    | h8 |  |
| a7    | b7 nd | c7 rd | d7 nd | e7    | f7 pd | g7    | h7    |    |  |
| a6    | b6    | c6    | d6    | e6 pd | f6 kd | g6    | h6    |    |  |
| a5    | b5    | c5    | d5    | e5    | f5    | g5 rl | h5 pd |    |  |
| a4 pd | b4 pl | c4 nl | d4    | e4 pl | f4    | g4    | h4 pl |    |  |
| a3 bl | b3    | c3    | d3    | e3 kl | f3 pl | g3    | h3    |    |  |
| a2 pl | b2    | c2 nl | d2    | e2 bl | f2    | g2    | h2    |    |  |
| a1    | b1    | c1    | d1    | e1    | f1    | g1    | h1    |    |  |
|       |       |       |       |       |       |       |       |    |  |

Se disputó el 6 de septiembre de 1992. Después de 13. Cd4! Tc8 la partida estaba igualada (Krnić).
Gambito de dama aceptado, variante clásica (ECO D27)
1. d4 d5 2. c4 dxc4 3. Cf3 Cf6 4. e3 e6 5. Axc4 c5 6. 0-0 a6 7. dxc5 Dxd1 8. Txd1 Axc5 9. b3 Cbd7 10. Ab2 b6 11. Cc3 Ab7 12. Tac1 Ae7 13. Cd4 Tc8 14. f3 b5 15. Ae2 Ac5 16. Rf1 Re7 17. e4 g5 18. Cb1 g4 19. Aa3 b4 20. Txc5 Cxc5 21. Axb4 Thd8 22. Ca3 gxf3 23. gxf3 Cfd7 24. Cc4 Aa8 25. Rf2 Tg8 26. h4 Tc7 27. Cc2 Tb8 28. Aa3 h5 29. Tg1 Rf6 30. Re3 a5 31. Tg5 a4 32. b4 Cb7 (diagrama) 33. b5 Cbc5 34. Cd4 e5 35. Cxe5 Cxe5 36. Tf5+ Rg7 37. Txe5 Cxe4 38. Ad3 Tc3 39. Ab4 Txd3+ 40. Rxd3 Cf6 41. Ad6 Tc8 42. Tg5+ Rh7 43. Ae5 Ce8 44. Txh5+ Rg6 45. Tg5+ Rh7 46. Af4 f6 47. Tf5 Rg6 48. b6 Td8 49. Ta5 Axf3 50. h5+ 1-0

#### Partida 5: Fischer-Spaski, 0-1
|       |       |       |       |       |       |       |       |    |  |
|       | a8 rd | b8    | c8    | d8    | e8 rd | f8    | g8 kd | h8 |  |
| a7    | b7 bd | c7    | d7 nd | e7    | f7    | g7 qd | h7    |    |  |
| a6 pd | b6 nd | c6    | d6 pd | e6    | f6    | g6    | h6 pd |    |  |
| a5    | b5    | c5 pd | d5 pl | e5    | f5    | g5 pd | h5    |    |  |
| a4    | b4    | c4    | d4    | e4 pd | f4 nl | g4    | h4 nl |    |  |
| a3 pd | b3 pl | c3    | d3    | e3    | f3    | g3    | h3 pl |    |  |
| a2    | b2    | c2 bl | d2    | e2    | f2 pl | g2 pl | h2    |    |  |
| a1    | b1 rl | c1    | d1 ql | e1 rl | f1    | g1 kl | h1    |    |  |
|       |       |       |       |       |       |       |       |    |  |

Se disputó el 9 de septiembre de 1992. Después de 22...b4 la posición no estaba clara (Chandler).
Apertura española, defensa Breyer (ECO C95)
1. e4 e5 2. Cf3 Cc6 3. Ab5 a6 4. Aa4 Cf6 5. 0-0 Ae7 6. Te1 b5 7. Ab3 d6 8. c3 0-0 9. h3 Cb8 10. d4 Cbd7 11. Cbd2 Ab7 12. Ac2 Te8 13. Cf1 Af8 14. Cg3 g6 15. Ag5 h6 16. Ad2 exd4 17. cxd4 c5 18. d5 Cb6 19. Aa5 Cfd7 20. b3 Ag7 21. Tc1 Df6 22. Tb1 b4 23. Ce2 De7 24. a3 bxa3 25. Ac3 f5 26. Axg7 Dxg7 27. Cf4 fxe4 28. Ch4 g5 (diagrama) 29. Ce6 Df6 30. Dg4 Cxd5 31. Cxg5 hxg5 32. Dxd7 Cb4 33. Dxb7 Cxc2 34. Txe4 a2 35. Tf1 Cb4 36. Tg4 a1=D 37. Txa1 Dxa1+ 38. Rh2 Dg7 39. Df3 De5+ 40. g3 Tf8 41. Dg2 Df6 42. f4 Ta7 43. Txg5+ Tg7 44. Th5 De6 45. g4 Txf4 0-1

#### Partida 6: Spaski-Fischer, ½-½
|       |       |       |       |       |       |       |       |    |  |
|       | a8 rd | b8 rd | c8    | d8    | e8    | f8    | g8    | h8 |  |
| a7    | b7    | c7    | d7 nd | e7 kd | f7 pd | g7 pd | h7 pd |    |  |
| a6 pd | b6    | c6    | d6    | e6 pd | f6 nd | g6    | h6    |    |  |
| a5    | b5    | c5 bd | d5 bd | e5 nl | f5    | g5    | h5    |    |  |
| a4 rl | b4    | c4    | d4    | e4    | f4    | g4    | h4    |    |  |
| a3    | b3 pl | c3    | d3    | e3 pl | f3    | g3    | h3    |    |  |
| a2    | b2 bl | c2    | d2 nl | e2 bl | f2 pl | g2 pl | h2 pl |    |  |
| a1    | b1    | c1 rl | d1    | e1    | f1    | g1 kl | h1    |    |  |
|       |       |       |       |       |       |       |       |    |  |

Se disputó el 10 de septiembre de 1992. Una variante mejor para Fischer hubiese sido 16...Ab4!? 17. Cdf3! a5! 18. Cc6+ Axc6 19. Txc6 Tc8 20. Cd4 en la que Spaski tendría una ligera ventaja (Seirawan).
Gambito de dama aceptado, variante clásica (ECO D27)
1. d4 d5 2. c4 dxc4 3. Cf3 Cf6 4. e3 e6 5. Axc4 c5 6. 0-0 a6 7. dxc5 Dxd1 8. Txd1 Axc5 9. b3 Cbd7 10. Ab2 b5 11. Ae2 Ab7 12. Cbd2 Re7 13. a4 bxa4 14. Txa4 Thb8 15. Tc1 Ad5 16. Ce5 (diagrama) Ad6 17. Cxd7 Cxd7 18. Txa6 Txa6 19. Axa6 f6 20. Ac4 Axc4 21. Txc4 Cc5 22. Tc3 f5 23. Aa3 Ce4 24. Tc7+ Rd8 25. Axd6 Cxd2 26. Txg7 Txb3 27. h4 h5 28. Af4 Re8 29. Rh2 Tb2 30. Rh3 Ce4 31. f3 Cf2+ 32. Rg3 Cd3 33. Ag5 e5 34. Rh3 Cf2+ 35. Rh2 Cd3 36. Ah6 Ce1 37. Rg1 Cd3 38. Ag5 Tb1+ 39. Rh2 Tb2 40. Te7+ Rf8 41. Te6 Rg7 42. Rh3 Te2 43. Td6 Ce1 44. Af6+ Rg8 45. Axe5 Txe3 46. Af4 Te2 47. Tg6+ Rf7 48. Tg5 Re6 49. Ac7 Ta2 50. Ab6 Cd3 51. Rh2 Ce1 52. Rh3 Cd3 53. Ac7 Tc2 54. Ab6 Ta2 55. Rg3 Ce1 56. Txh5 Txg2+ 57. Rf4 Cd3+ 58. Re3 Ce5 59. Th6+ Rd5 60. Ac7 Tg7 61. Axe5 Rxe5 ½-½

#### Partida 7: Fischer–Spaski, 1-0
|       |       |       |       |       |       |       |       |    |  |
|       | a8 rd | b8    | c8    | d8    | e8 rd | f8 bd | g8 kd | h8 |  |
| a7    | b7 bd | c7    | d7    | e7    | f7 pd | g7    | h7    |    |  |
| a6 pd | b6    | c6    | d6    | e6    | f6 nd | g6 pd | h6 pd |    |  |
| a5 nd | b5 pd | c5    | d5 qd | e5 pd | f5    | g5    | h5    |    |  |
| a4    | b4 pl | c4    | d4    | e4 bl | f4    | g4    | h4    |    |  |
| a3    | b3    | c3 pl | d3    | e3    | f3 nl | g3 nl | h3 pl |    |  |
| a2 pl | b2    | c2    | d2 bl | e2    | f2 pl | g2 pl | h2    |    |  |
| a1 rl | b1    | c1    | d1 ql | e1 rl | f1    | g1 kl | h1    |    |  |
|       |       |       |       |       |       |       |       |    |  |

Se disputó el 12 de septiembre de 1992. Los jugadores llegaron a la variante Pilnik de la apertura española (ECO C90) después de 11...Te8, que se traspuso a una variante Zaitsev después de 13...Ab7. Después de 17...c4! 18. b4! cxd3 19. Axd3 Dxd5 20. Ae4! Cxe4 (movimiento único) 21. Cxe4 Ag7 22. bxa5 f5 23. Cg3 e4 24. Ch4 Af6? 25. Cxg6 e3 26. Cf4 Dxd2 27. Txe3 Dxd1+ 28. Txd1 Fischer tenía ventaja decisiva (Matanović). Si en su lugar se hubiese hecho 20...Dc4, 21. Db1! (Fischer) Cc6 22. Axg6 fxg6 23. Dxg6+ Ag7 24. Cf5 las blancas ganarían.
Apertura española, variante Zaitsev (ECO C92)
1. e4 e5 2. Cf3 Cc6 3. Ab5 a6 4. Aa4 Cf6 5. 0-0 Ae7 6. Te1 b5 7. Ab3 d6 8. c3 0-0 9. d3 Ca5 10. Ac2 c5 11. Cbd2 Te8 12. h3 Af8 13. Cf1 Ab7 14. Cg3 g6 15. Ag5 h6 16. Ad2 d5 17. exd5 c4 18. b4 cxd3 19. Axd3 Dxd5 20. Ae4 (diagrama) Cxe4 21. Cxe4 Ag7 22. bxa5 f5 23. Cg3 e4 24. Ch4 Af6 25. Cxg6 e3 26. Cf4 Dxd2 27. Txe3 Dxd1+ 28. Txd1 Txe3 29. fxe3 Td8 30. Txd8+ Axd8 31. Cxf5 Axa5 32. Cd5 Rf8 33. e4 Axd5 34. exd5 h5 35. Rf2 Axc3 36. Re3 Rf7 37. Rd3 Ab2 38. g4 hxg4 39. hxg4 Rf6 40. d6 Re6 41. g5 a5 42. g6 Af6 43. g7 Rf7 44. d7 1-0

#### Partida 8: Spaski-Fischer, 0-1
|       |       |       |       |       |       |       |       |       |  |
|       | a8    | b8    | c8    | d8    | e8 kd | f8    | g8    | h8 rd |  |
| a7    | b7    | c7 rd | d7    | e7 qd | f7 pd | g7    | h7    |       |  |
| a6 pd | b6    | c6    | d6 pd | e6    | f6    | g6 pd | h6    |       |  |
| a5    | b5 pd | c5 nd | d5 pl | e5 pd | f5    | g5 pl | h5 pd |       |  |
| a4    | b4    | c4    | d4 nd | e4 pl | f4    | g4    | h4 pl |       |  |
| a3    | b3    | c3    | d3    | e3 nl | f3 pl | g3    | h3 bl |       |  |
| a2 pl | b2 pl | c2    | d2 ql | e2    | f2 rl | g2    | h2    |       |  |
| a1    | b1 kl | c1 rl | d1    | e1    | f1    | g1    | h1    |       |  |
|       |       |       |       |       |       |       |       |       |  |

Se disputó el 13 de septiembre de 1992. Después de 15...Ae6! 16. Rb1! Ce8 Spaski tenía una ligera ventaja (Krnić).
Defensa india de rey, sistema Sämisch, variante Panno (ECO E84)
1. d4 Cf6 2. c4 g6 3. Cc3 Ag7 4. e4 d6 5. f3 0-0 6. Ae3 Cc6 7. Cge2 a6 8. Dd2 Tb8 9. h4 h5 10. Ah6 e5 11. Axg7 Rxg7 12. d5 Ce7 13. Cg3 c6 14. dxc6 Cxc6 15. 0-0-0 Ae6 16. Rb1 Ce8 17. Cd5 b5 18. Ce3 Th8 19. Tc1 Db6 20. Ad3 Cd4 21. Cd5 Da7 22. Cf1 Cf6 23. Cfe3 Axd5 24. cxd5 Tbc8 25. Tcf1 De7 26. g4 Cd7 27. g5 Rf8 28. Tf2 Re8 29. Af1 Cc5 30. Ah3 Tc7 31. Tc1 (diagrama) Ccb3 32. axb3 Cxb3 33. Tc6 Cxd2+ 34. Txd2 Rf8 35. Txa6 Ta7 36. Tc6 Rg7 37. Af1 Ta1+ 38. Rxa1 Da7+ 39. Rb1 Dxe3 40. Rc2 b4 0-1

#### Partida 9: Fischer-Spaski, 1-0
|       |       |       |    |       |       |       |       |       |  |
|       | a8    | b8    | c8 | d8 bd | e8    | f8    | g8 nd | h8 rd |  |
| a7    | b7 kd | c7 pd | d7 | e7    | f7    | g7 pd | h7 pd |       |  |
| a6 pd | b6 pd | c6    | d6 | e6 bd | f6 pd | g6    | h6    |       |  |
| a5 pl | b5    | c5 pd | d5 | e5 pl | f5    | g5    | h5    |       |  |
| a4    | b4    | c4    | d4 | e4 nl | f4    | g4    | h4    |       |  |
| a3    | b3 nl | c3    | d3 | e3 bl | f3 pl | g3    | h3    |       |  |
| a2    | b2 pl | c2 pl | d2 | e2    | f2    | g2 pl | h2 pl |       |  |
| a1 rl | b1    | c1    | d1 | e1    | f1    | g1 kl | h1    |       |  |
|       |       |       |    |       |       |       |       |       |  |

Se disputó el 16 de septiembre de 1992. Después de 17...Rc6?? 18. axb6 cxb6 19. Cbxc5! Fischer tenía una ventaja decisiva (Matanović)
Apertura española, variante del cambio (ECO C69)
1. e4 e5 2. Cf3 Cc6 3. Ab5 a6 4. Axc6 dxc6 5. 0-0 f6 6. d4 exd4 7. Cxd4 c5 8. Cb3 Dxd1 9. Txd1 Ag4 10. f3 Ae6 11. Cc3 Ad6 12. Ae3 b6 13. a4 0-0-0 14. a5 Rb7 15. e5 Ae7 16. Txd8 Axd8 17. Ce4 (diagrama) Rc6 18. axb6 cxb6 19. Cbxc5 Ac8 20. Cxa6 fxe5 21. Cb4+ 1-0

#### Partida 10: Spaski-Fischer, ½-½
|       |       |    |       |       |       |       |       |    |  |
|       | a8    | b8 | c8    | d8    | e8    | f8    | g8    | h8 |  |
| a7    | b7    | c7 | d7    | e7    | f7    | g7    | h7 rl |    |  |
| a6 kl | b6    | c6 | d6    | e6    | f6    | g6    | h6    |    |  |
| a5    | b5    | c5 | d5 bd | e5    | f5 pd | g5    | h5 pd |    |  |
| a4    | b4    | c4 | d4    | e4 kd | f4    | g4 pd | h4 pl |    |  |
| a3    | b3 rd | c3 | d3    | e3 bl | f3    | g3 pl | h3    |    |  |
| a2    | b2    | c2 | d2    | e2    | f2 pl | g2    | h2    |    |  |
| a1    | b1    | c1 | d1    | e1    | f1    | g1    | h1    |    |  |
|       |       |    |       |       |       |       |       |    |  |

Se disputó el 19 de septiembre de 1992. Después de 18. Ab5? (18. Dxa5 Cxa5 19. Tb5 Cc6 20. h4! era mejor) Dxd2+ 19. Rxd2 Ad7 Fischer tenía una ligera ventaja (Krnić).
Defensa Nimzo-India, variante clásica, variante Noa (ECO E35)
1. d4 Cf6 2. c4 e6 3. Cc3 Ab4 4. Dc2 d5 5. cxd5 exd5 6. Ag5 h6 7. Ah4 c5 8. dxc5 Cc6 9. e3 g5 10. Ag3 Da5 11. Cf3 Ce4 12. Cd2 Cxc3 13. bxc3 Axc3 14. Tb1 Dxc5 15. Tb5 Da3 16. Tb3 Axd2+ 17. Dxd2 Da5 18. Ab5 Dxd2+ 19. Rxd2 Ad7 20. Axc6 Axc6 21. h4 Re7 22. Ae5 f6 23. Ad4 g4 24. Tc1 Re6 25. Tb4 h5 26. Tc3 Thc8 27. a4 b6 28. Rc2 Ae8 29. Rb2 Txc3 30. Axc3 Tc8 31. e4 Ac6 32. exd5+ Axd5 33. g3 Ac4 34. Ad4 Rd5 35. Ae3 Tc7 36. Rc3 f5 37. Rb2 Re6 38. Rc3 Ad5+ 39. Rb2 Ae4 40. a5 bxa5 41. Tb5 a4 42. Tc5 Tb7+ 43. Ra3 a6 44. Rxa4 Ad5 45. Ra5 Re5 46. Rxa6 Tb3 47. Tc7 Re4 48. Th7 (diagrama) Txe3 49. fxe3 Rxe3 50. Txh5 Ae4 51. Th8 Rf3 52. Te8 Rxg3 53. h5 Ad3+ 54. Rb6 f4 55. Rc5 f3 56. Rd4 Af5 57. Tf8 Rf4 58. h6 g3 59. h7 g2 60. h8=D g1=D+ 61. Rc4 Dc1+ 62. Rb3 Dc2+ 63. Rb4 De4+ 64. Rc3 Dc6+ 65. Rb3 Dd5+ 66. Rc3 Dc5+ 67. Rb2 Db4+ 68. Ra2 ½-½

#### Partida 11: Fischer-Spaski, 1-0
Se disputó el 20 de septiembre de 1992. Fischer innovó con el gambito táctico 7. b4!? Spaski podría haber igualado la partida con 13...Ce7 (Timman).
Defensa siciliana, variante Rossolimo (ECO B31)
1. e4 c5 2. Cf3 Cc6 3. Ab5 g6 4. Axc6 bxc6 5. 0-0 Ag7 6. Te1 e5 7. b4 (primer diagrama) cxb4 8. a3 c5 9. axb4 cxb4 10. d4 exd4 11. Ab2 d6 12. Cxd4 Dd7 13. Cd2 Ab7 14. Cc4 Ch6 15. Cf5 Axb2 16. Ccxd6+ Rf8 17. Cxh6 (segundo diagrama) f6 18. Cdf7 Dxd1 19. Taxd1 Re7 20. Cxh8 Txh8 21. Cf5+ gxf5 22. exf5+ Ae5 23. f4 Tc8 24. fxe5 Txc2 25. e6 Ac6 26. Tc1 Txc1 27. Txc1 Rd6 28. Td1+ Re5 29. e7 a5 30. Tc1 Ad7 31. Tc5+ Rd4 32. Txa5 b3 33. Ta7 Ae8 34. Tb7 Rc3 35. Rf2 b2 36. Re3 Af7 37. g4 Rc2 38. Rd4 b1=D 39. Txb1 Rxb1 40. Rc5 Rc2 41. Rd6 1-0

### En Belgrado

#### Partida 12: Spaski–Fischer, 1-0
|       |       |       |       |       |       |       |       |    |  |
|       | a8    | b8    | c8 bd | d8 qd | e8    | f8 bd | g8 kd | h8 |  |
| a7    | b7    | c7    | d7    | e7    | f7 rd | g7 rd | h7 nd |    |  |
| a6    | b6 pd | c6    | d6 pd | e6    | f6    | g6 nd | h6    |    |  |
| a5 pd | b5 nl | c5 pd | d5 pl | e5 pd | f5    | g5 pl | h5 rl |    |  |
| a4 pl | b4    | c4 pl | d4    | e4 pl | f4 pd | g4 pl | h4    |    |  |
| a3    | b3    | c3    | d3    | e3    | f3 nl | g3    | h3 ql |    |  |
| a2    | b2 pl | c2    | d2 bl | e2 bl | f2    | g2    | h2    |    |  |
| a1    | b1    | c1 kl | d1    | e1    | f1    | g1    | h1 rl |    |  |
|       |       |       |       |       |       |       |       |    |  |

Se disputó el 30 de septiembre de 1992. En lugar de 15...c5 hubiese sido mejor para Fischer 15...c6 16. Db3 y las blancas tendrían una ligera ventaja (Balasov).
Defensa india de rey, variante Sämisch, variante Panno (ECO E83)
1. d4 Cf6 2. c4 g6 3. Cc3 Ag7 4. e4 d6 5. f3 0-0 6. Ae3 Cc6 7. Cge2 a6 8. h4 h5 9. Cc1 e5 10. d5 Ce7 11. Ae2 Ch7 12. Cd3 f5 13. a4 Cf6 14. Cf2 a5 15. Dc2 c5 16. 0-0-0 b6 17. Tdg1 Ch7 18. Cb5 Rh8 19. g4 hxg4 20. fxg4 f4 21. Ad2 g5 22. hxg5 Cg6 23. Th5 Tf7 24. Tgh1 Af8 25. Db3 Tb8 26. Dh3 Tbb7 27. Cd3 Rg8 28. Ce1 Tg7 29. Cf3 Tbf7 (diagrama) 30. Th6 Dd7 31. Dh5 Dxg4 32. Txg6 Dxh5 33. Txg7+ Txg7 34. Txh5 Ag4 35. Th4 Axf3 36. Axf3 Cxg5 37. Ag4 Th7 38. Txh7 Rxh7 39. Rc2 Ae7 40. Rd3 Rg6 41. Cc7 Rf7 42. Ce6 Ch7 43. Ah5+ Rg8 44. Ae1 Cf6 45. Ah4 Rh7 46. Af7 Cxd5 47. cxd5 Axh4 48. Ah5 Rh6 49. Ae2 Af2 50. Rc4 Ad4 51. b3 Rg6 52. Rb5 Rf6 53. Rc6 Re7 54. Cg7 1-0

#### Partida 13: Fischer–Spaski, ½-½
|       |       |       |       |       |       |       |       |    |  |
|       | a8    | b8    | c8 rd | d8    | e8    | f8    | g8    | h8 |  |
| a7    | b7    | c7 rd | d7 kd | e7 pd | f7 bd | g7    | h7    |    |  |
| a6 pd | b6    | c6 pd | d6 pd | e6    | f6 bd | g6 pd | h6    |    |  |
| a5 nl | b5    | c5    | d5    | e5    | f5 nd | g5    | h5    |    |  |
| a4    | b4 pl | c4    | d4 pl | e4    | f4    | g4    | h4 pd |    |  |
| a3 pl | b3    | c3    | d3 kl | e3    | f3 pl | g3    | h3 pl |    |  |
| a2    | b2    | c2 rl | d2 bl | e2 nl | f2    | g2 pl | h2    |    |  |
| a1    | b1    | c1 rl | d1    | e1    | f1    | g1    | h1    |    |  |
|       |       |       |       |       |       |       |       |    |  |

Se disputó el 1 de octubre de 1992. Fischer podría haber mantenido una ligera ventaja con 14. Dxa6 Axa6 15. Ca5! Tfc8 16. Ae3 Tab8 17. b3 f5 18. exf5 gxf5 19. Tac1 (Matulović).
Defensa siciliana: variante Rossolimo (ECO A31)
1. e4 c5 2. Cf3 Cc6 3. Ab5 g6 4. Axc6 bxc6 5. 0-0 Ag7 6. Te1 f6 7. c3 Ch6 8. d4 cxd4 9. cxd4 0-0 10. Cc3 d6 11. Da4 Db6 12. Cd2 Cf7 13. Cc4 Da6 14. Ae3 Dxa4 15. Cxa4 f5 16. exf5 Axf5 17. Tac1 Tfc8 18. Ca5 Ad7 19. b3 Tab8 20. Cc3 Rf8 21. a3 Ch6 22. b4 Cf5 23. Ted1 Re8 24. Ce4 Tb5 25. h3 h5 26. Td2 a6 27. Rf1 Td5 28. Tcd1 Tb5 29. Re2 Ae6 30. Tc1 Rd7 31. Cc3 Tbb8 32. Rf1 h4 33. Re2 Af6 34. Ce4 Ad5 35. Rd3 Ag7 36. Tdc2 Tc7 37. Te1 Tf8 38. f3 Tb8 39. Cc3 Ag8 40. Ce2 Af7 41. Ad2 Af6 42. Tec1 Tbc8 (diagrama) 43. Cc4 Tb7 44. Ca5 Tbc7 45. Cc4 Tb7 ½-½

#### Partida 14: Spaski–Fischer, ½-½
|       |       |       |       |       |       |       |       |    |  |
|       | a8 rd | b8    | c8 rd | d8    | e8    | f8    | g8 kd | h8 |  |
| a7    | b7 bd | c7    | d7 nd | e7    | f7 pd | g7 pd | h7 pd |    |  |
| a6 pd | b6    | c6    | d6    | e6 pd | f6 nd | g6    | h6    |    |  |
| a5    | b5 pd | c5 bd | d5    | e5    | f5    | g5    | h5    |    |  |
| a4    | b4    | c4    | d4    | e4    | f4    | g4    | h4    |    |  |
| a3    | b3 pl | c3    | d3    | e3 pl | f3 nl | g3    | h3    |    |  |
| a2 pl | b2 bl | c2    | d2 nl | e2 bl | f2 pl | g2 pl | h2 pl |    |  |
| a1    | b1    | c1 rl | d1 rl | e1    | f1    | g1 kl | h1    |    |  |
|       |       |       |       |       |       |       |       |    |  |

Se disputó el 3 de octubre de 1992. Después de 19...Tc7 la partida estaba empatada (Damljanović).
Gambito de dama aceptado: Variante clásica (ECO D27)
1. d4 d5 2. c4 dxc4 3. Cf3 Cf6 4. e3 e6 5. Axc4 c5 6. 0-0 a6 7. dxc5 Dxd1 8. Txd1 Axc5 9. b3 b5 10. Ae2 Ab7 11. Ab2 Cbd7 12. Cbd2 0-0 13. Tac1 Tfc8 (diagrama) 14. h3 Rf8 15. Rf1 Re7 16. Ce1 Ad6 17. a4 Ac6 18. axb5 axb5 19. Tc2 Tc7 20. Tdc1 Tac8 21. Af3 Axf3 22. Cdxf3 e5 23. Txc7 Txc7 24. Txc7 Axc7 25. Cc2 Ce4 26. Ca3 b4 27. Cc4 f6 28. Ce1 Cdc5 29. Cc2 Cxb3 30. Cxb4 Cbd2+ 31. Cxd2 Cxd2+ 32. Re2 Cc4 ½-½

#### Partida 15: Fischer-Spaski, ½-½
|       |       |       |       |       |       |       |       |    |  |
|       | a8    | b8    | c8    | d8 rd | e8 rd | f8    | g8 kd | h8 |  |
| a7 pd | b7    | c7    | d7    | e7 qd | f7 pd | g7    | h7 pd |    |  |
| a6    | b6    | c6    | d6    | e6    | f6    | g6 pd | h6    |    |  |
| a5    | b5    | c5 pd | d5 bd | e5    | f5    | g5    | h5    |    |  |
| a4    | b4    | c4 nl | d4    | e4    | f4    | g4    | h4    |    |  |
| a3    | b3 ql | c3 rl | d3    | e3 pd | f3 pl | g3 pl | h3    |    |  |
| a2 pl | b2 pl | c2    | d2    | e2 pl | f2    | g2    | h2 pl |    |  |
| a1    | b1    | c1 rl | d1    | e1    | f1    | g1 kl | h1    |    |  |
|       |       |       |       |       |       |       |       |    |  |

Se disputó el 4 de octubre de 1992. Después de 19. f3 la partida estaba empatada.
Apertura catalana, variante cerrada (ECO E07)
1. c4 e6 2. Cf3 Cf6 3. g3 d5 4. Ag2 Ae7 5. 0-0 0-0 6. d4 Cbd7 7. Cbd2 b6 8. cxd5 exd5 9. Ce5 Ab7 10. Cdf3 Ce4 11. Af4 Cdf6 12. Tc1 c5 13. dxc5 bxc5 14. Cg5 Cxg5 15. Axg5 Ce4 16. Axe7 Dxe7 17. Axe4 dxe4 18. Cc4 e3 19. f3 Tad8 20. Db3 Tfe8 21. Tc3 Ad5 22. Tfc1 g6 (diagrama) 23. Da3 Axf3 24. exf3 e2 25. Te1 Td1 26. Rf2 Txe1 27. Rxe1 Dd7 28. Db3 Dh3 29. Ce3 Dxh2 30. g4 Tb8 31. Dd5 Txb2 32. Dd8+ Rg7 33. Cf5+ gxf5 ½-½